# 基督降在陰間
基督降在陰間（拉丁語：Descensus Christi ad Inferos，意即「基督降臨地獄或陰間」），又稱為地獄的掠奪（英語：Harrowing of Hell），是基督教神學概念，指耶穌受難後降臨地獄。他復活之前曾救贖那裡的靈魂。
《使徒信經》和《亞他那修信經》提及基督「降到陰間」（拉丁語：descendit ad inferos），但未明言其解放亡者。新約聖經《彼得前書》第4章第6節隱約提到，他下到冥界，寫道「死人也曾有福音傳給他們」。《天主教教理》引用《以弗所書》第4章第9節「基督降在地下」，佐證此說。新約聖經經文引起不同詮釋。根據教會年曆，信徒在聖周六紀念此事。 
《天主教百科全書》指出，《尼哥底母福音》首次明確記載「基督降在陰間」。有些古英語詩歌也提及此事，例如與卡德蒙（例如《基督和撒旦》）和辛涅伍爾夫有關的詩歌。其後約公元1000年，埃因沙姆的埃爾弗里克在頌詞中重覆提及這個故事，並首次用「掠奪」一詞。中古英語戲劇文學對此主題發展最為完整。
在基督教藝術中，這個故事稱為「阿納斯塔西斯」（Anastasis，希臘語「復活」之意），一般視為拜占庭文化產物，並於8世紀初首次在西方出現。

## 畫廊
- 耶穌基督復活之前，掠奪地獄，救贖那裡的靈魂，見於安傑利科修士的壁畫，约1430年繪製